# Wysszaja liga czempionata SSSR po futbołu (1991)
Rozgrywki radzieckiej wyższej ligi w sezonie 1991 były pięćdziesiątymi trzecimi i ostatnimi w historii radzieckiej pierwszej ligi. W rozgrywkach wzięło udział szesnaście drużyn, w tym cztery, które awansowały z drugiej ligi – Spartak Władykaukaz, Paxtakor Taszkent, Metałurh Zaporoże i Lokomotiw Moskwa. Po sezonie ligę rozwiązano. Mistrzowski tytuł po raz 7-my wywalczyła drużyna CSKA Moskwa. Królem strzelców ligi został Igor Koływanow z Dinama Moskwa, który zdobył 18 goli. Po sezonie zespoły z Ukraińskiej SRR przystąpiły do ukraińskiej pierwszej ligi, Ararat Erywań – ormiańskiej pierwszej ligi, Dynama Mińsk – białoruskiej pierwszej ligi, Paxtakor Taszkent – uzbeckiej pierwszej ligi, a Pamir Duszanbe – tadżyckiej pierwszej ligi.

## Drużyny
| Drużyna     | Miasto          | Republika      | Stadion                       | Pojemność | Pozycja w 1990 |
| ----------- | --------------- | -------------- | ----------------------------- | --------- | -------------- |
| Ararat      | Erywań          | Armeńska SRR   | Stadion Hrazdan               | 55,000    | 7.             |
| CSKA        | Moskwa          | Rosyjska FSRR  | Łużniki                       | 84,745    | 2.             |
| Czornomorec | Odessa          | Ukraińska SRR  | Stadion Centralny w Odessie   | 34,000    | 9.             |
| Dinamo      | Moskwa          | Rosyjska FSRR  | Stadion Dinamo                | 36,540    | 3.             |
| Dnipro      | Dniepropetrowsk | Ukraińska SRR  | Stadion Meteor                | 24,300    | 6.             |
| Dynama      | Mińsk           | Białoruska SRR | Stadion Dynama Mińsk          | 41,000    | 12.            |
| Dynamo      | Kijów           | Ukraińska SRR  | Stadion Dynamo                | 30,000    | 1.             |
| Lokomotiw   | Moskwa          | Rosyjska FSRR  | Stadion Lokomotiwu            | 28,800    | D1, 4.         |
| Metalist    | Charków         | Ukraińska SRR  | Stadion Metalist              | 30,000    | 11.            |
| Metałurh    | Zaporoże        | Ukraińska SRR  | Sławutycz Arena               | 11,800    | D1, 3.         |
| Paxtakor    | Taszkent        | Uzbecka SRR    | Stadion Centralny Paxtakor    | 55,000    | D1, 2.         |
| Pamir       | Duszanbe        | Tadżycka SRR   | Stadion Pamir                 | 30,000    | 10.            |
| Spartak     | Moskwa          | Rosyjska FSRR  | Łużniki                       | 84,745    | 5.             |
| Spartak     | Władykaukaz     | Rosyjska FSRR  | Republikański Stadion Spartak | 32,464    | D1, 1.         |
| Szachtar    | Donieck         | Ukraińska SRR  | Stadion Szachtar              | 31,700    | 8.             |
| Torpedo     | Moskwa          | Rosyjska FSRR  | Łużniki                       | 84,745    | 4.             |

## Tabela końcowa sezonu
| Lp. | Drużyna                | M  | Z  | R  | P  | Bramki | Bramki | Różn. | Pkt | Uwagi | Podział ligi                               |
| --- | ---------------------- | -- | -- | -- | -- | ------ | ------ | ----- | --- | --- | ------------------------------------------ |
| 1   | CSKA Moskwa (M)        | 30 | 17 | 9  | 4  | 57     | 32     | +25   | 43  | Liga Mistrzów UEFA • 1/8 finału \|rowspan=3 style="background-color: #BD261A"\|Przejście do rosyjskiej Wysszej ligi |                                            |
| 2   | Spartak Moskwa         | 30 | 17 | 7  | 6  | 57     | 30     | +27   | 41  | Puchar Zdobywców Pucharów • 1/16 finału                                                                             |                                            |
| 3   | Torpedo Moskwa         | 30 | 13 | 10 | 7  | 36     | 20     | +16   | 36  | Puchar UEFA • 1/16 finału                                                                                           |                                            |
| 4   | Czornomoreć Odessa     | 30 | 10 | 16 | 4  | 29     | 24     | +5    | 36  | | Przejście do ukraińskiej Wyszczej lihi     |
| 5   | Dynamo Kijów           | 30 | 13 | 9  | 8  | 43     | 34     | +9    | 35  | | Przejście do ukraińskiej Wyszczej lihi     |
| 6   | Dinamo Moskwa          | 30 | 12 | 7  | 11 | 43     | 42     | +1    | 31  | Puchar UEFA • 1/16 finału \|style="background-color: #BD261A"\|Przejście do rosyjskiej Wysszej ligi                 |                                            |
| 7   | Ararat Erywań          | 30 | 11 | 7  | 12 | 29     | 36     | −7    | 29  | | Przejście do ormiańskiej Bardsragujn chumb |
| 8   | Dynama Mińsk           | 30 | 9  | 11 | 10 | 29     | 31     | −2    | 29  | | Przejście do białoruskiej Wyszejszej lihi  |
| 9   | Dnipro Dniepropetrowsk | 30 | 9  | 10 | 11 | 31     | 36     | −5    | 28  | | Przejście do ukraińskiej Wyszczej lihi     |
| 10  | CSKA Pomir Duszanbe    | 30 | 7  | 13 | 10 | 28     | 32     | −4    | 27  | | Przejście do tadżyckiej I ligi             |
| 11  | Spartak Władykaukaz    | 30 | 9  | 8  | 13 | 33     | 41     | −8    | 26  | | Przejście do rosyjskiej Wysszej ligi       |
| 12  | Szachtar Donieck       | 30 | 6  | 14 | 10 | 33     | 41     | −8    | 26  | | Przejście do ukraińskiej Wyszczej lihi     |
| 13  | Metałurh Zaporoże      | 30 | 9  | 7  | 14 | 27     | 38     | −11   | 25  | | Przejście do ukraińskiej Wyszczej lihi     |
| 14  | Pachtakor Taszkient    | 30 | 9  | 7  | 14 | 37     | 45     | −8    | 25  | | Przejście do uzbeckiej Oliy Ligasi         |
| 15  | Metalist Charków       | 30 | 8  | 9  | 13 | 32     | 43     | −11   | 25  | | Przejście do ukraińskiej Wyszczej lihi     |
| 16  | Lokomotiw Moskwa       | 29 | 5  | 7  | 17 | 18     | 47     | −29   | 17  | | Przejście do rosyjskiej Wysszej ligi       |

## Najlepsi strzelcy
źródło: rsssf.com (ang.)
18 goli
- Igor Koływanow (Dinamo M.)

14 goli
- Oleg Salenko (Dynamo K.)
- Igor Shkvirin (Paxtakor)

13 goli
- Aleksandr Mostowoj (Spartak M.)
- Dmitrij Radczenko (Spartak M.)
- Nazim Süleymanov (Spartak W.)

12 goli
- Dmitrij Kuzniecow (CSKA)

10 goli
- Igor Korniejew (CSKA)
- Andriej Piatnicki (Paxtakor)

9 goli
- Andriej Kobielew (Dinamo M.)
- Wiktor Łeonenko (Dinamo M.)
- Oleg Siergiejew (CSKA)
- Waler Wialiczka (Dynama)

## Nagrody
33 najlepszych piłkarzy ligi za sezon 1991:
Bramkarze
1. Stanisław Czerczesow (Spartak M.)
2. Dmitrij Charin (CSKA)
3. Michaił Jeriomin (CSKA)

|  | Prawi obrońcy 1. Dmitrij Galamin (CSKA) 2. Aleksandr Połukarow (Torpedo) 3. Ołeh Łużny (Dynamo K.) | Prawi-środkowi obrońcy 1. Andriej Czernyszow (Dinamo M.) 2. Jurij Nikiforow (Spartak M.) 3. Raszid Rahimow (Pamir) | Lewi-środkowi obrońcy 1. Wasilij Kulkow (Spartak M.) 2. Siergiej Kołotowkin (CSKA) 3. Serhij Szmatowałenko (Dynamo K.) | Lewi obrońcy 1. Achrik Cwejba (Dynamo K.) 2. Serhij Tretjak (Czornomorec) 3. Albert Sarkisjan (Ararat) |

|  | Prawi pomocnicy 1. Igor Korniejew (CSKA) 2. Hennadij Perepadenko (Spartak M.) 3. Siergiej Agaszkow (Torpedo) | Prawi-środkowi pomocnicy 1. Aleksandr Mostowoj (Spartak M.) 2. Władimir Tatarczuk (CSKA) 3. Omari Tetradze (Dinamo M.) | Lewi-środkowi pomocnicy 1. Dmitrij Kuzniecow (CSKA) 2. Andriej Kobielew (Dinamo M.) 3. Andriej Piatnicki (Paxtakor) | Lewi pomocnicy 1. Igor Szalimow (Spartak M.) 2. Dmitrij Popow (Spartak M.) 3. Walerij Broszyn (CSKA) |

|  | Prawi napastnicy 1. Siergiej Juran (Dynamo K.) 2. Dmitrij Radczenko (Spartak M.) 3. Siergiej Kirjakow (Dinamo M.) | Lewi napastnicy 1. Igor Koływanow (Dinamo M.) 2. Jurij Tiszkow (Torpedo) 3. Oleg Siergiejew (CSKA) |

| Mistrz ZSRR w sezonie 1991 |
| -------------------------- |
| ZSRR                       |
| CSKA Moskwa 7 tytuł        |